# بامبر
كانت بامبر سلسلة شهيرة من مطاعم الوجبات السريعة في الأرجنتين التي كانت موجودة في السبعينيات والثمانينيات. اسمها مشتق من بامبر نيكل الألماني، وهو نوع من الخبز.

## تاريخ
تم إنشاء بامبر من قبل ألفريدو لوينشتاين في عام 1974، وهو أيضًا مالك سابق لشركة كويك فود، الشركة الأم لمورد لحم البقر الأرجنتيني الشهير والذي أسسه بدوره شقيقه إرنستو - ومجمع لاس لينياس السياحي. في عام 1975، أصبحت الشركة أول امتياز للأرجنتين وتوسعت بسرعة في جميع أنحاء البلاد، لتصل إلى إجمالي 70 مطعمًا وعائدات سنوية تبلغ 60 مليون دولار. جعل النمو السريع للسلسلة من الصعب للغاية على مقرها الرئيسي في بوينس آيرس الاحتفاظ بقبضة على أصحاب الامتياز. أدى مزيج من الإدارة السيئة والافتقار إلى التوحيد القياسي إلى اختلاف جودة الطعام اختلافًا كبيرًا بين المطاعم.
استند شعار بامبر على شعار برجر كنج، قبل أن يبدأ الأخير في العمل في الأرجنتين. عندما افتتح ماكدونالدز وبرغر كينج أول مكان لهما في البلاد في عامي 1986 و 1989 على التوالي، اضطر بامبر إلى تغيير شعاره واختصار اسمه إلى بامبر بسبب دعوى قضائية رفعها برجر كنج.
سلم لوينشتاين شركة بامبر في عام 1990 إلى ولديه دييغو وباولا، اللذين لم يكن لهما سوى القليل من الاهتمام بإدارة الشركة. باعت العائلة السلسلة في عام 1995 وبدأت من الصفر بربط نفسها بـ وينديز، التي افتتحت للتو أول مطعم لها في البلاد. علاوة على ذلك، انهار نظام الامتياز بالكامل في العام التالي. لم يتمكن مالكو بامبر الجدد، وكلاء العقارات غولدشتاين وروزنباوم، من إعادة إطلاق الشركة. غير قادر على التنافس مع سلاسل الوجبات السريعة الأمريكية الأكبر، أعلن بامبر أخيرًا إفلاسه في أوائل عام 1999.
لا يزال مطعم بامبر الأخير مفتوحًا في مورينو حتى الآن.

## منتجات
ساندويتش بامبر كان موبور، ساندويتش مع بيضة بينهما. كان أحد عناصر القائمة الشهيرة اثنان لواحد- وهما برجر بسعر واحد. كانت تسمى البطاطس المقلية فرينيس. تشمل أسماء شطائر بامبر الأخرى: ( لحم الخنزير والجبن).

## شعارات
وكان شعارهم الأكثر شهرة هو " بامبر، الطريقة الجديدة لتناول الطعام " (بالإسبانية: La nueva forma de comer ).

## في الثقافة الشعبية
ظهر فرس النهر بين الحيوانات التي هربت من حديقة حيوان لوس أنجلوس أثناء الزلزال الذي ضرب لوس أنجلوس في فيلم الرسوم المتحركة القصير لوجوراما (2009) الحائز على جائزة الأوسكار.

## أنظر أيضا
- قائمة مطاعم الوجبات السريعة